# Comuna Hrîșîne, Pervomaiske
Hrîșîne (în ucraineană Гришине) este o comună în raionul Pervomaiske, Republica Autonomă Crimeea, Ucraina, formată din satele Frunze, Hrîșîne (reședința) și Vîpasne.

## Demografie
Componența lingvistică a comunei Hrîșîne
     Rusă (62,92%)
     Tătară crimeeană (18,29%)
     Ucraineană (17,19%)
     Alte limbi (0,59%)
Conform recensământului din 2001, majoritatea populației comunei Hrîșîne era vorbitoare de rusă (62,92%), existând în minoritate și vorbitori de tătară crimeeană (18,29%) și ucraineană (17,19%).